# بني عياش (ريمة)

تعديل مصدري - تعديل

بني عياش

هي إحدى قرى عزلة المخلاف الواقعة ضمن مديرية مزهر التابعة لمحافظة ريمة، بلغ تعداد سكانها (585) نسمة حسب تعداد اليمن لعام 2004.

## المحلات التابعة للقرية
- الشوقبه
- الشكر
- الامطور
- عظماء
- الجوره
- رخم
- اللوجاز
- المصوام
- بيت الحقل
- النمل

## روابط خارجية
- الدليل الشامــل